# Леандер Паеш
Леандер Адриан Паеш (на бенгалски লিয়েন্ডার পেজ) е професионален тенисист от Индия.

## Биография
Леандер Адриан Паеш е роден на 17 юни 1973 г. в Колката, Индия.

## Кариера
Леандер Паеш е професионален тенисист от 1991 г. Играч на двойки.
В турнирите от големия шлем е печелил всички отличия на двойки през годините, като му липсва само титлата на смесени двойки на Ролан Гарос.

### ATP финали на сингъл (1 титли; 1 финала)
|        | П–З | Година | Турнир                | Клас           | Настилка | Опонент      | Резултат |
| ------ | --- | ------ | --------------------- | -------------- | -------- | ------------ | -------- |
| Победа | 1–0 | 1998   | Зала на славата Оупън | Световни серии | Трева    | Невил Годуин | 6–3, 6–2 |